# 諾韋 (波蘭)

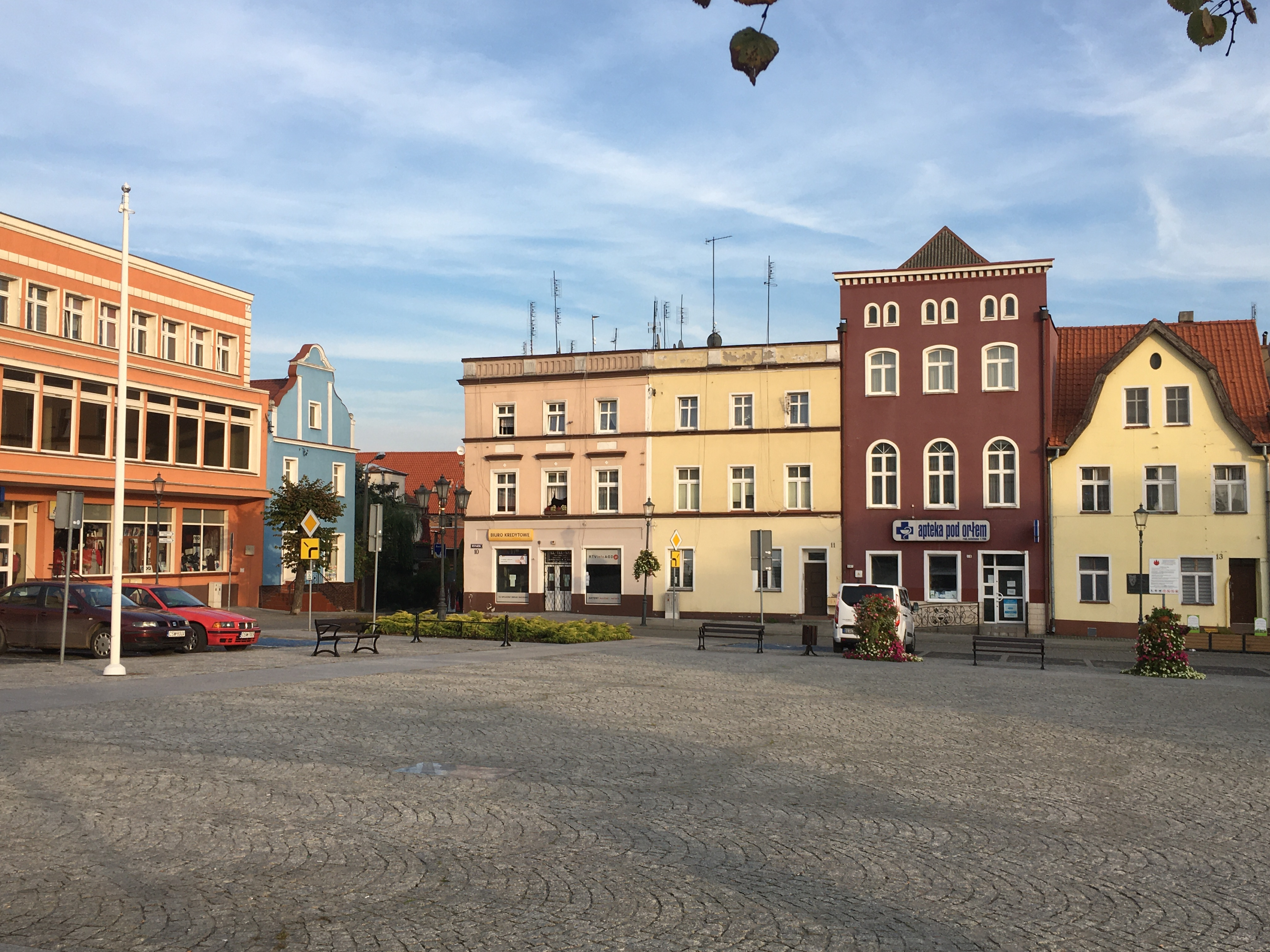

諾韋是波蘭的城鎮，位於該國北部維斯瓦河畔，由庫亞維-波美拉尼亞省負責管轄，面積3.57平方公里，該鎮的城鎮由條頓騎士團在十四世紀中葉建成，2006年人口6,252。
53°39′N 18°44′E / 53.650°N 18.733°E